# Erovnuli Liga 2017
L'Erovnuli Liga 2017 è stata la ventinovesima edizione della massima serie del campionato georgiano di calcio, la prima con la nuova denominazione di Erovnuli Liga. La stagione è iniziata il 4 marzo 2017 e si è conclusa il 26 novembre 2017. Il T'orp'edo Kutaisi ha vinto il campionato per la quarta volta nella sua storia.

## Stagione

### Novità
Dalla Umaglesi Liga 2016 sono stati retrocessi in Erovnuli Liga 2 il Guria Lanchkhuti, lo Tskhinvali, il Sioni Bolnisi e lo Zugdidi, mentre dalla Pirveli Liga nessuna squadra è stata promossa in Erovnuli Liga.

### Formula
La stagione 2017 è la prima stagione dopo la transizione dal sistema di stagione autunno-primavera al sistema di stagione ad anno solare dalla primavera all'autunno. Le 10 squadre partecipanti si affrontano in un girone all'italiana con doppie partite di andata e ritorno, per un totale di 36 giornate. Al termine, la squadra prima classificata è dichiarata campione di Georgia ed ammessa ai preliminari della UEFA Champions League 2018-2019. La seconda e la terza classificata vengono ammesse al primo turno preliminare della UEFA Europa League 2018-2019. Se la squadra vincitrice della coppa nazionale, ammessa al primo turno preliminare della UEFA Europa League 2018-2019, si classifica al secondo o terzo posto, l'accesso al primo turno di Europa League va a scalare. L'ultima classificata viene retrocessa in Erovnuli Liga 2, mentre l'ottava e la nona classificate disputano uno spareggio promozione/retrocessione contro la seconda e la terza classificate in Erovnuli Liga 2 per due posti in massima serie.

## Squadre partecipanti
| Club                 | Città     | Stadio                   | Stagione 2016                           |
| -------------------- | --------- | ------------------------ | --------------------------------------- |
| Chik. Sachkhere      | Sachkhere | Tsentraluri Stadioni     | 2º posto in Umaglesi Liga               |
| Dila Gori            | Gori      | Stadio Tengiz Burjanadze | 5º posto in Umaglesi Liga gruppo rosso  |
| Dinamo Batumi        | Batumi    | Chele Arena (Kobuleti)   | 3º posto in Umaglesi Liga               |
| Dinamo Tbilisi       | Tbilisi   | Stadio Boris Paichadze   | 2º posto in Umaglesi Liga gruppo bianco |
| K'olkheti-1913 Poti  | Poti      | Saragbo Baza Parki-Arena | 4º posto in Umaglesi Liga gruppo rosso  |
| Lok’omot’ivi Tbilisi | Tbilisi   | Stadio Mikheil Meskhi    | 4º posto in Umaglesi Liga gruppo bianco |
| Saburtalo Tbilisi    | Tbilisi   | Stadio Mikheil Meskhi    | 3º posto in Umaglesi Liga gruppo rosso  |
| Samt'redia           | Samtredia | Stadio Erosi Manjgaladze | Campione di Georgia                     |
| Shukura Kobuleti     | Kobuleti  | Chele Arena              | 5º posto in Umaglesi Liga gruppo bianco |
| T'orp'edo Kutaisi    | Kutaisi   | Stadio Givi Kiladze      | 3º posto in Umaglesi Liga gruppo bianco |

## Classifica finale
Fonte:sito ufficiale
|  | Pos. | Squadra              | Pt | G  | V  | N | P  | GF | GS | DR  |
|  | ---- | -------------------- | -- | -- | -- | - | -- | -- | -- | --- |
|  | 1.   | T'orp'edo Kutaisi    | 76 | 36 | 23 | 7 | 6  | 59 | 27 | +32 |
|  | 2.   | Dinamo Tbilisi       | 75 | 36 | 23 | 6 | 7  | 79 | 29 | +50 |
|  | 3.   | Samt'redia           | 68 | 36 | 20 | 8 | 8  | 62 | 39 | +23 |
|  | 4.   | Saburtalo Tbilisi    | 60 | 36 | 18 | 6 | 12 | 61 | 42 | +19 |
|  | 5.   | Chik. Sachkhere      | 55 | 36 | 17 | 4 | 15 | 47 | 54 | -7  |
|  | 6.   | Lok’omot’ivi Tbilisi | 53 | 36 | 16 | 5 | 15 | 63 | 53 | +10 |
|  | 7.   | Dila Gori            | 41 | 36 | 11 | 8 | 17 | 41 | 51 | -10 |
|  | 8.   | Dinamo Batumi        | 33 | 36 | 10 | 3 | 23 | 28 | 60 | -32 |
|  | 9.   | K'olkheti-1913 Poti  | 26 | 36 | 6  | 8 | 22 | 31 | 73 | -42 |
|  | 10.  | Shukura Kobuleti     | 21 | 36 | 4  | 9 | 23 | 35 | 78 | -43 |

Legenda:
      Campione di Georgia e ammessa alla UEFA Champions League 2018-2019
      Ammesse alla UEFA Europa League 2018-2019
 Ammessa allo spareggio promozione/retrocessione
      Retrocesse in Erovnuli Liga 2 2018
Note:
Tre punti a vittoria, uno a pareggio, zero a sconfitta.
La classifica viene stilata secondo i seguenti criteri:
- Punti conquistati
- Punti conquistati negli scontri diretti
- Differenza reti negli scontri diretti
- Reti realizzate negli scontri diretti
- Reti realizzate in trasferta negli scontri diretti (solo tra due squadre)
- Differenza reti generale
- Reti totali realizzate

## Risultati

### Partite (1-18)
|                     | Chi  | Dil  | DiB  | DiT  | Kol  | Lok  | Sab  | Sam  | Shu  | Tor  |
| ------------------- | ---- | ---- | ---- | ---- | ---- | ---- | ---- | ---- | ---- | ---- |
| Chikhura Sachkhere  | –––– | 0-0  | 0-1  | 2-1  | 3-1  | 0-3  | 2-1  | 1-2  | 3-1  | 0-3  |
| Dila Gori           | 2-0  | –––– | 0-1  | 1-1  | 1-1  | 0-2  | 0-1  | 1-2  | 4-0  | 0-2  |
| Dinamo Batumi       | 0-0  | 2-3  | –––– | 0-1  | 0-0  | 1-2  | 0-1  | 0-1  | 2-0  | 1-3  |
| Dinamo Tbilisi      | 2-1  | 1-2  | 4-0  | –––– | 1-0  | 3-0  | 2-0  | 3-2  | 5-0  | 2-1  |
| K'olkheti-1913 Poti | 1-3  | 0-0  | 0-1  | 0-3  | –––– | 0-5  | 3-0  | 1-2  | 0-0  | 0-3  |
| Lokomotivi Tbilisi  | 5-0  | 3-3  | 2-1  | 1-0  | 1-2  | –––– | 1-2  | 0-1  | 0-3  | 1-1  |
| Saburtalo Tbilisi   | 1-2  | 0-1  | 2-0  | 0-5  | 1-2  | 2-1  | –––– | 1-2  | 5-0  | 1-0  |
| Samt'redia          | 0-1  | 3-2  | 2-0  | 0-2  | 1-1  | 0-0  | 3-2  | –––– | 1-1  | 0-2  |
| Shukura Kobuleti    | 1-4  | 0-0  | 2-4  | 1-4  | 2-4  | 0-5  | 1-2  | 0-2  | –––– | 1-1  |
| Torpedo Kutaisi     | 2-1  | 1-1  | 1-0  | 0-2  | 2-1  | 2-0  | 0-0  | 2-1  | 1-0  | –––– |

### Partite (19-36)
|                     | Chi  | Dil  | DiB  | DiT  | Kol  | Lok  | Sab  | Sam  | Shu  | Tor  |
| ------------------- | ---- | ---- | ---- | ---- | ---- | ---- | ---- | ---- | ---- | ---- |
| Chikhura Sachkhere  | –––– | 4-2  | 2-1  | 1-3  | 2-1  | 1-0  | 0-0  | 1-2  | 1-1  | 1-3  |
| Dila Gori           | 1-0  | –––– | 1-2  | 1-2  | 3-0  | 2-1  | 0-2  | 2-1  | 0-1  | 1-0  |
| Dinamo Batumi       | 1-2  | 1-0  | –––– | 1-2  | 1-2  | 1-0  | 1-2  | 0-1  | 3-2  | 0-5  |
| Dinamo Tbilisi      | 5-0  | 5-0  | 4-0  | –––– | 6-1  | 3-1  | 1-4  | 0-1  | 1-1  | 0-1  |
| K'olkheti-1913 Poti | 0-4  | 1-0  | 0-2  | 1-1  | –––– | 1-2  | 0-0  | 1-3  | 0-3  | 1-2  |
| Lokomotivi Tbilisi  | 3-0  | 4-2  | 3-0  | 3-1  | 1-0  | –––– | 1-1  | 2-5  | 2-2  | 2-0  |
| Saburtalo Tbilisi   | 1-2  | 3-1  | 5-0  | 0-0  | 6-3  | 6-0  | –––– | 1-1  | 3-2  | 1-2  |
| Samt'redia          | 3-0  | 2-2  | 3-0  | 1-1  | 5-0  | 2-1  | 0-2  | –––– | 4-1  | 1-1  |
| Shukura Kobuleti    | 0-1  | 0-1  | 0-0  | 0-1  | 3-2  | 1-3  | 1-2  | 2-2  | –––– | 1-2  |
| Torpedo Kutaisi     | 0-2  | 2-1  | 2-0  | 1-1  | 0-0  | 4-2  | 2-0  | 2-0  | 3-1  | –––– |

## Spareggi salvezza
Agli spareggi salvezza vengono ammesse le squadre classificatesi all'ottavo e al nono posto in Erovnuli Liga e le squadre classificatesi al secondo e al terzo posto in Erovnuli Liga 2.
|                     | Risultati              |                     | Luogo e data               |
| ------------------- | ---------------------- | ------------------- | -------------------------- |
| Sioni Bolnisi       | 3 - 2                  | Dinamo Batumi       | Bolnisi, 29 novembre 2017  |
| Dinamo Batumi       | 3 - 2 (dts) (rig: 2-4) | Sioni Bolnisi       | Batumi, 3 dicembre 2017    |
|                     |                        |                     |                            |
| K'olkheti-1913 Poti | 2 - 1                  | Merani Mart'vili    | Poti, 29 novembre 2017     |
| Merani Mart'vili    | 2 - 2                  | K'olkheti-1913 Poti | Mart'vili, 3 dicembre 2017 |
|                     |                        |                     |                            |

## Statistiche

### Classifica marcatori
| Gol |  |  | Giocatore               | Squadra                                     |
| --- |  |  | ----------------------- | ------------------------------------------- |
| 25  |  |  | Irakli Sikharulidze     | Lok’omot’ivi Tbilisi                        |
| 15  |  |  | Beka Mikeltadze         | Dinamo Tbilisi                              |
| 15  |  |  | Dimit'ri T'at'anashvili | Chik. Sachkhere                             |
| 14  |  |  | Tornike Kapanadze       | T'orp'edo Kutaisi                           |
| 13  |  |  | Giorgi Kharaishvili     | Saburtalo Tbilisi                           |
| 11  |  |  | Bachana Arabuli         | Dinamo Tbilisi                              |
| 11  |  |  | Giorgi Kukhianidze      | T'orp'edo Kutaisi                           |
| 11  |  |  | Levan Kutalia           | T'orp'edo Kutaisi (5), Shukura Kobuleti (6) |
| 11  |  |  | Nikoloz Sabanadze       | Samt'redia (8), T'orp'edo Kutaisi (3)       |
| 10  |  |  | Mamia Gavashelishvili   | Lok’omot’ivi Tbilisi                        |
| 10  |  |  | Mykola Kovtaljuk        | K'olkheti-1913 Poti                         |
| 10  |  |  | Davit Volkovi           | Saburtalo Tbilisi                           |